# Aeropuerto Internacional de Seychelles
El Aeropuerto International de Seychelles (IATA: SEZ, OACI: FSIA) o Aeroport de La pointe Larue, como es conocido localmente, está ubicado en la isla de Mahé, Seychelles cerca de la ciudad de Victoria. Forma parte del distrito administrativo de La Pointe Larue (área terminal), Cascade/Providence (en el norte) y Anse aux pins (en el sur y base militar). El aeropuerto se encuentra a once km al sureste de la capital y es accesible por la autovía Victoria - Providence. Hay servicios de autobús frecuentes de desde la estación de buses de Victoria
La terminal doméstica se encuentra a poca distancia andando hacia el norte de la terminal internacional y ofrece vuelos de cabotaje interislas con vuelos cada 10–15 minutos en los momentos puntas en correspondencia con los vuelos internacionales y cada treinta minutos el resto de las veces.
El Aeropuerto Internacional de Seychelles es la base de operaciones de Air Seychelles.

## Historia
La apertura del Aeropuerto Internacional de Seychelles tuvo lugar el 20 de marzo de 1972 por Su Majestad la Reina Isabel II, fue un evento épico para las Islas Seychelles. En noviembre de 1971 entró en servicio East African Airways y Luxair en diciembre del mismo año. El BOAC SUPER VC10 fue el primer reactor que aterrizó en el Aeropuerto Internacional de Seychelles el 4 de julio de 1971. En 1972, momento de la inauguración, existían las siguientes infraestructuras: La pista de 2.987 metros y una torre de control. El servicio de tierra, así como el resto de servicios del aeropuerto los llevaba DCA (Directorado de Aviación Civil). 
En 1972 John Faulkner Taylor fundó la primera compañía aérea local llamada Air Mahé, que operaba una Piper PA-34 SENECA entre Praslin, Fregate y las Islas Mahé. Este avión fue más tarde reemplazado por un Britten Norman BN-2AIII. Para 1974, unas treinta aerolíneas más volaban a Seychelles. El servicio debtierra y el resto de operaciones pasaron a depender de Aviation Seychelles Company, una compañía fundada en 1973.
Los inicios de la primera ampliación importante tuvieron lugar en julio de 1980. 
Hasta los años 2005/2006  no se inició ninguna otra obra importante en el aeropuerto. Los trabajos tenían como objetivo ampliar y mejorar la terminal, para que pudiese gestionar al menos cinco aviones grandes (por ejemplo los A330) y cinco aviones pequeños (por ejemplo los A320). La nueva instalación puede acomodar hasta diez aeronaves dependiendo del tamaño. Teniendo en cuenta que las Seychelles son un pequeño país con una población de unas 90.000 personas y que existe un reducido número de turistas, el tamaño del aeropuerto es razonablemente adecuado a las necesidades del país. Sin embargo, la aerolínea de bandera Air Seychelles planea incrementar su tamaño de flota y destinos en un futuro cercano.

## Aerolíneas y destinos

### Vuelos nacionales
| Islas Alphonse | Aeropuerto de Alphonse          | Air Seychelles (Chárter) |
| Isla Bird      | Aeropuerto de la Isla Bird      | Air Seychelles (Chárter) |
| Isla de Arros  | Aeropuerto de la Isla de Arros  | Air Seychelles (Chárter) |
| Isla Denis     | Aeropuerto de la Isla Denis     | Air Seychelles (Chárter) |
| Isla Desroches | Aeropuerto de la Isla Desroches | Air Seychelles (Chárter) |
| Fregate        | Aeropuerto de Fregate           | Air Seychelles (Chárter) |
| Praslin        | Aeropuerto de Praslin           | Air Seychelles           |

### Vuelos internacionales
| Ciudades por país      | Nombre del aeropuerto                                           | Aerolíneas                          | Aeronaves      | Frecuencias semanales |        |
| África                 | África                                                          | África                              | África         | África                | África |
| ---------------------- | --------------------------------------------------------------- | ----------------------------------- | -------------- | --------------------- | ------ |
| Etiopía                |                                                                 |                                     |                |                       |        |
| Adís Abeba             | Aeropuerto Internacional de Bole                                | Ethiopian                           | B737           |                       |        |
| Kenia                  |                                                                 |                                     |                |                       |        |
| Nairobi                | Aeropuerto Internacional Jomo Kenyatta                          | Kenya Airways                       | E-190          |                       |        |
| Madagascar             |                                                                 |                                     |                |                       |        |
| Antananarivo           | Aeropuerto Internacional Ivato                                  | Air Seychelles (Estacional)         | A320-251N      |                       |        |
| Mauricio               |                                                                 |                                     |                |                       |        |
| Port Louis             | Aeropuerto Internacional Sir Seewoosagur Ramgoolam              | Air Mauritius Air Seychelles        | A320-251N      |                       |        |
| Reunión                |                                                                 |                                     |                |                       |        |
| Saint-Denis            | Aeropuerto de Saint Denis-Roland Garros                         | Air Austral                         |                |                       |        |
| Sudáfrica              |                                                                 |                                     |                |                       |        |
| Johannesburgo          | Aeropuerto Internacional de Johannesburgo-Oliver Reginald Tambo | Air Seychelles                      | A320-251N      |                       |        |
| Asia                   |                                                                 |                                     |                |                       |        |
| Catar                  |                                                                 |                                     |                |                       |        |
| Doha                   | Aeropuerto Internacional Hamad                                  | Qatar Airways                       |                |                       |        |
| Emiratos Árabes Unidos |                                                                 |                                     |                |                       |        |
| Abu Dabi               | Aeropuerto Internacional de Abu Dabi                            | Etihad Airways                      | A32x           |                       |        |
| Dubái                  | Aeropuerto Internacional de Dubái                               | Emirates                            | B777-300ER     |                       |        |
| India                  |                                                                 |                                     |                |                       |        |
| Bombay                 | Aeropuerto Internacional Chhatrapati Shivaji                    | Air Seychelles                      | A320-251N      |                       |        |
| Israel                 |                                                                 |                                     |                |                       |        |
| Tel Aviv               | Aeropuerto Internacional Ben Gurión                             | Air Seychelles Arkia                | A320-251N A32x |                       |        |
| Kazajistán             |                                                                 |                                     |                |                       |        |
| Almaty                 | Aeropuerto Internacional de Almaty                              | Air Seychelles (Estacional)         | A320-251N      |                       |        |
| Maldivas               |                                                                 |                                     |                |                       |        |
| Malé                   | Aeropuerto Internacional de Malé                                | Air Seychelles (Estacional)         | A320-251N      |                       |        |
| Sri Lanka              |                                                                 |                                     |                |                       |        |
| Colombo                | Aeropuerto Internacional Bandaranaike                           | Air Seychelles Arkia                | A320-251N A32x |                       |        |
| Europa                 |                                                                 |                                     |                |                       |        |
| Alemania               |                                                                 |                                     |                |                       |        |
| Fráncfort del Meno     | Aeropuerto de Fráncfort del Meno                                | Condor Flugdienst (Estacional)      | A330-941N      |                       |        |
| Bulgaria               |                                                                 |                                     |                |                       |        |
| Sofía                  | Aeropuerto de Sofía                                             | Bulgaria Air (Chárter estacional)   |                |                       |        |
| Reino Unido            |                                                                 |                                     |                |                       |        |
| Brístol                | Aeropuerto de Brístol                                           | Air Seychelles (Chárter estacional) | A320-251N      |                       |        |
| Rusia                  |                                                                 |                                     |                |                       |        |
| Moscú                  | Aeropuerto Internacional de Moscú-Sheremétievo                  | Aeroflot                            | A350-941       |                       |        |
| Suiza                  |                                                                 |                                     |                |                       |        |
| Zúrich                 | Aeropuerto Internacional de Zúrich                              | Edelweiss Air (Estacional)          | A340-313X      |                       |        |
| Turquía                |                                                                 |                                     |                |                       |        |
| Estambul               | Aeropuerto Internacional Ataturk                                | Turkish Airlines (Estacional)       | A330-300       |                       |        |

## Estadísticas
Ver fuente y consulta Wikidata.